# 雪鷹601
雪鷹601是中國首架專為極地環境下運作的固定翼飛機，航程是原有在極地服務的直升機種「雪鷹12號」的四倍。於2014年由國家海洋局以約一億元人民幣向美國巴斯勒渦輪公司訂購，2015年12月開始投入服務。

## 歷史背景
雪鷹601的前身為於1944年出廠的C-47運輸機，是道格拉斯飛機公司製造該型號的第六架飛機，二戰時曾參予過萊茵河戰役和諾曼底登陸，戰後七十多年間在美國、英國、巴西、以色列之間多次輾轉，最終由巴斯勒渦輪改装公司（Basler Turbo Conversions）重製為 BT-67 機型，並按中國要求改造成極地機型。
未經改裝的 BT-67 飛機造價在六百萬美元左右。

## 基本規格
機身長度：19.63米
翼展寬度：28.90米
機身高度：5.18 米
最高速度：403 km/h
最遠航程：3440 km
最高航行高度：7620 m

## 科研設備
雪鷹601搭載的科研儀器設備主要有：航空冰雷達、航空重力儀、航空磁力計、激光高度計、高清攝像機、高精度GPS、慣性導航系統等。
當中航空冰雷達(也叫穿透雷達)可以探測冰蓋的基本特徵，包括厚度、冰下的地形地貌、冰下湖，也可以反映出南極冰蓋的內部結構。
而航空重力儀是用來探測地球重力場的異常變化，並以此反映出地質構造的相關信息。
航空磁力計捕捉地球磁場的微小變化，從以反映出冰蓋下基岩的屬性，是否含金屬等訊息。

## 參與任務歷程
2015年11月22日，雪鷹601首次扺達南極。
2015年12月7日，雪鷹601在中山站試飛成功。
2015年12月22日，雪鷹601從中山站起飛，抵達520公里之外的泰山站機場後，對格羅夫山區域展開科學研究。
2016年1月9日，雪鷹601從中山站附近的冰蓋機場起飛，飛行4小時23分後成功飛越海拔超過4000米的崑崙站上空，然後，飛機不落地持續飛行，共飛行9小時4分鐘後返回中山站，合計飛行距離2623公里。此次飛行全面驗證了飛機的動力系統、控制系統、續航能力和適應南極高原環境複雜條件的技術性能。
2017年1月8日，雪鷹601成功降落在位於南極冰蓋最高區域冰穹A、海拔超過4000米的崑崙站機場，並於同日從崑崙站起飛返航。同年1月17日，再次降落崑崙站機場。 
2017年11月，雪鷹601執行中國第34次南極科學考察任務，向南極中山站運送2.5噸蔬菜、水果等補給物資。
2018年2月，雪鷹601運載中國南極中山站22名度夏科考隊員撤離中山站，到澳大利亞戴維斯站。
2019年，雪鷹601參予第35次南極科學考察，並於1月18日第三次降落崑崙站機場。